# Slavětín (hrad)
Slavětín je zaniklý hrad (někdy označovaný jako tvrz) ve stejnojmenném městečku v okrese Louny. Z hradu se nic nedochovalo, protože zbytky jeho zříceniny byly rozebrány na stavební materiál.

## Historie
Hrad ve starším městečku postavili pravděpodobně vladykové ze Rvenic. Ve 14. století patřila polovina hradu pánům z Hazmburka. Ti v roce 1340, ze kterého pochází první písemná zmínka, koupili také druhou polovinu. S výjimkou let 1450–1474, kdy se Slavětína zmocnilo nedaleké město Louny, patřil hrad pánům z Hazmburka až do počátku 16. století. Před rokem 1525 ho prodali Václavu Sokolovi z Mor, po kterém si ho rozdělili jeho čtyři synové a později celé panství v roce 1586 zastavili Jindřichu mladšímu Doupovci z Doupova. Roku 1591 Sokolové z Mor Jindřicha Doupovce vyplatili. Někdy v té době městečko vyhořelo a spolu s ním byl zničen pravděpodobně také hrad. Po roce 1619 se v držení městečka vystřídala řada majitelů, ale hrad již uváděn nebyl. Na Müllerově mapě Čech z roku 1720 je ještě panské sídlo ve Slavětíně vyznačeno. V roce 1796 byla část jeho zdiva rozebrána na stavbu ohradní zdi zahrady a v letech 1833–1834 rozebrali dělníci zbytek zdí, aby získali materiál na stavbu panských stodol.

## Stavební podoba
Podobu hradu neznáme. Dochovaly se jen popis hradu od dělníka, který zříceninu boural, a stručný záznam obecního kronikáře. Podle nich byly nalezeny komory zasypané rumem a zdi byly až pět loktů tlusté. Na jižní a východní straně hrad obíhal vodní příkop a na zbývajících stranách ho chránily rybníky.